# Yelena Isinbayeva
Yelena Gadzhievna Isinbayeva (en en russe : Елена Гаджиевна Исинбаева, Ielena Gadjievna Issinbaïeva) née le 3 juin 1982 à Volgograd est une athlète russe pratiquant le saut à la perche. Double championne olympique, aux Jeux d'Athènes 2004 et de Pékin 2008, elle est également triple championne du monde et championne d'Europe. Elle est l'actuelle détentrice du record du monde du saut à la perche féminin, avec 5,06 mètres franchis en plein air à Zurich en 2009. Elle met un terme à sa carrière sportive en août 2016, tout en devenant dans le même temps membre du Comité international olympique en étant élue à sa commission des athlètes.

## Biographie
Yelena Isinbayeva est née le 3 juin 1982 à Volgograd. Son père, Gadji Gadjiyévitch Issinbaïev, est plombier d'ethnie tabassarane, il est originaire du Daghestan. Le prénom du père ainsi que son patronyme sont la version russe de hadji, celui qui a fait le pèlerinage à La Mecque. Yelena Isinbayeva a une sœur nommée Inna.

### Carrière junior
Elle débute dans le sport par la gymnastique artistique dans sa ville de Volgograd. Mais, à quinze ans, elle est désormais considérée comme trop grande, 1,74 m, pour la discipline. Elle s'essaye au saut à la perche, sport où elle obtient rapidement de bons résultats.
En 1998, elle remporte les jeux de la jeunesse, compétition disputée à Moscou en franchissant la barre de 4,00 mètres. La même saison, elle participe aux Championnats du monde junior disputés à Annecy.
La saison suivante, elle remporte les championnats du monde de la jeunesse de Bydgoszcz en franchissant 4,10 mètres.
Elle continue sa progression en remportant une autre compétition de jeunes avec les Championnats du monde junior de Santiago du Chili. Avec 4,20 mètres, elle établit un nouveau record du monde junior. Elle participe à ses premiers Jeux olympiques d'été à Sydney où, ne franchissant pas la barre de 4,00 m, elle échoue lors du concours de qualification.
Elle remporte ensuite les Championnats d'Europe junior 2001. La même saison, elle avait auparavant participé, durant la saison hivernale, aux Championnats du monde en salle 2001 à Lisbonne, compétition qu'elle termine à la septième place.
En 2002, elle remporte sa première médaille chez les séniors en finissant deuxième des Championnats d'Europe de Munich en réalisant 4,55 mètres, soit cinq centimètres de moins que sa compatriote Svetlana Feofanova. La troisième place est prise par l'Allemande Yvonne Buschbaum.

### Premier record du monde, sacre olympique

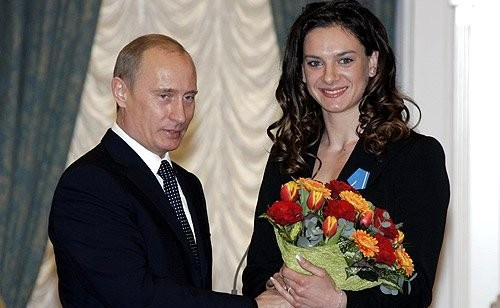
Yelena Isinbayeva en 2003

La lutte avec Feofanova, alors détentrice du record du monde, s'accentue l'année suivante. Feofanova établit trois records du monde en salle et remporte le Championnat du monde en salle 2003 devant Isinbayeva. Mais le 13 juillet, à Gateshead, lors du meeting de Crystal Palace, Isinbayeva bat son premier record du monde en réalisant 4,82 mètres. Elle se positionne également parmi les favorites du Championnat du monde de Paris. Lors de celui-ci, Isinbayeva réalise 4,65 mètres, hauteur insuffisante pour rivaliser avec sa compatriote qui réussit 4,75 mètres pour remporter le titre mondial devant l'Allemande Annika Becker.
En 2004, elle établit deux records du monde en salle lors du meeting de Donetsk, passant 4,81 m puis une barre supérieure de deux centimètres. Après que Feofanova a fait progresser la marque à 4,85 m cinq jours plus tard à Athènes, Isinbayeva reprend la tête des bilans mondiaux en passant la barre de 4,86 m lors des championnats du monde en salle de Budapest, compétition où la Russe devance Stacy Dragila et Feofanova.
Lors de la saison estivale, Isinbayeva franchit 4,87 m à Crystal Palace, puis 4,89 m un mois plus tard avant d'atteindre la hauteur de 4,90 m cinq jours plus tard à Londres.
Le concours de saut à la perche féminin des Jeux olympiques d'Athènes voit la première championne olympique de la spécialité, Stacy Dragila, échouer lors du concours de qualification en raison d'une blessure au pied. Malgré cette absence, la compétition présente un grand intérêt avec l'affrontement des deux Russes, en tête des bilans mondiaux. La Polonaise Anna Rogowska et Feofanova franchissent la hauteur de 4,70 m au premier essai, ce que ne parvient pas à réussir Isinbayeva. Celle-ci décide donc de reporter ses deux essais restant à la barre suivante, 4,75 m. Elle échoue de nouveau, tandis que sa compatriote franchit à sa deuxième tentative, la Polonaise échouant à cette hauteur. Isinbayeva reporte de nouveau son dernier essai à la barre suivante. En réussissant cette hauteur, elle reprend la tête du concours. Feofanova, en échouant une dernière fois à 4,90 m, laisse le titre à sa rivale. Celle-ci, déjà championne olympique, demande alors une barre de 4,91 m qu'elle franchit, établissant ainsi un nouveau record du monde,.
Peu après les jeux, elle se rend au Mémorial Van Damme où elle réussit 4,92 mètres, son huitième record du monde de la saison. Elle remporte ensuite sa première finale mondiale de l'athlétisme, disputée à Monaco.
Ces huit records, et ses deux titres, mondial en salle et olympique, la désigne Athlète IAAF de l'année, le titre chez les hommes étant remporté par l'ethiopien Kenenisa Bekele.

### La barrière des 5 mètres (2005)
Lors de la saison 2005, elle continue sa chasse au record. Dès la saison hivernale, elle bat à quatre reprises le record du monde en salle, à Donetsk, Birmingham, Liévin et Madrid, cette dernière ville étant l'hôte des Championnats d'Europe en salle. Cette quête de records continue lors de la saison estivale. Elle passe d'abord 4,93 m lors du meeting Athletissima de Lausanne, puis 4,95 m à Madrid. Lors du meeting de Crystal Palace, le 22 juillet, elle passe 4,96 m puis demande une nouvelle barre : elle franchit 5,00 m, barre symbolique que l'Américain Brian Sternberg avait été le premier homme à franchir en 1963.
Les Championnats du monde 2005 à Helsinki sont perturbés par les conditions climatiques. Le concours de saut à la perche féminin est retardé. Cependant, ces conditions ne l'empêchent pas de remporter un premier titre mondial, en établissant de surcroît un nouveau record du monde avec 5,01 m réussis lors de sa seconde tentative. De plus, elle devance sa dauphine, la Polonaise Monika Pyrek, de 41 centimètres,. Comme la saison précédente, elle remporte la finale mondiale de l'athlétisme.
En novembre 2005, elle décide de changer d'entraîneur pour travailler avec Vitaliy Petrov, qui avait été celui de Sergueï Bubka. Son but est d'imiter, voire dépasser le palmarès de l'Ukrainien, qui a entre autres battu 35 records du monde. Petrov considère que les ajustements, principalement liés à sa course d'approche, peuvent la conduire aux alentours de 5,15 m, 5,20 m.
Pour la troisième année consécutive, elle se rend à Donetsk, ancien lieu d'entraînement de Bubka, et y établit un nouveau record du monde en salle. Durant cette saison hivernale, elle remporte un nouveau titre mondial lors des mondiaux en salle de Moscou.
Lors de la saison estivale, elle réalise de bonnes performances, 4,90 m à Lausanne, 4,91 m à Londres mais ne parvient pas à atteindre les 5,00 m. Lors des Championnats d'Europe à Göteborg, elle remporte le dernier titre qui ne figure pas encore à son palmarès, mais en se contentant d'une hauteur de 4,80 m. Pour la troisième saison consécutive, elle remporte la finale mondiale. Elle remporte également la coupe du monde sous les couleurs de la Russie.

### Nouveau titre mondial (2007) et olympique (2008)

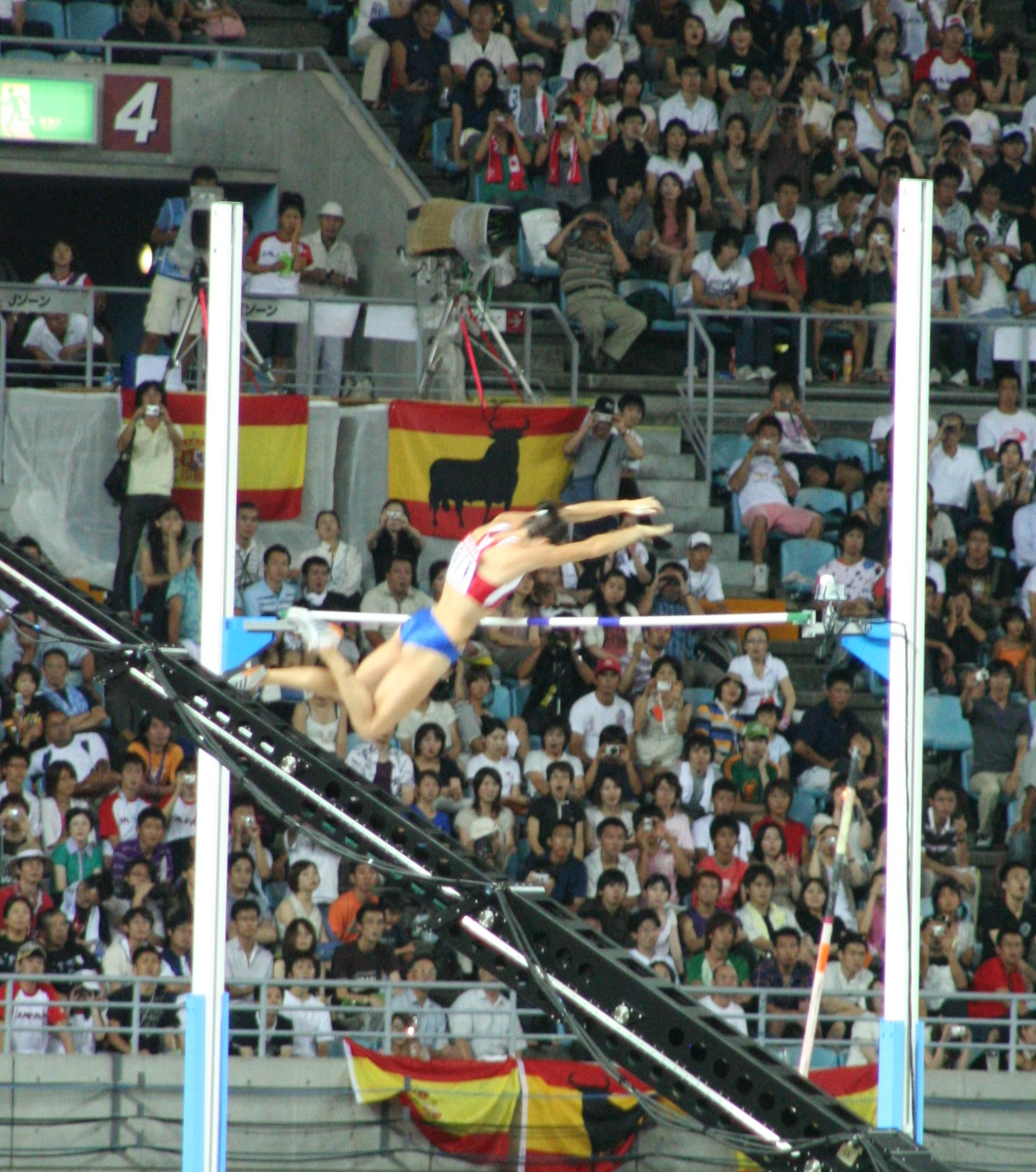
Yelena Isinbayeva franchissant 4.80 m à Osaka

Comme désormais chaque saison, Isinbayeva bat le record du monde en salle à Donetsk.
Lors de la saison estivale, Isinbayeva se voit confronter à un nouvel objectif : le saut à la perche féminin figure parmi les épreuves de la Golden League 2007. Les premières étapes de celle-ci sont ponctuées de victoires, avec entre autres des sauts de 4,91 m au meeting Gaz de France et 4,90 m au Golden Gala de Rome.
Lors des mondiaux 2007 d'Osaka, ses deux principales adversaires, la Tchèque Katerina Badurová et Feofanova s'arrêtent à 4,75 m, échouant toutes les deux à 4,80 m, hauteur que Isinbayeva franchit à son second essai. Elle demande alors 5,02 m, ce qui serait un nouveau record, mais échoue lors de ses trois tentatives. Elle termine la saison en remportant les dernières étapes de la Golden League, se partageant le million de dollars octroyé aux vainqueurs avec l'Américaine Sanya Richards. Elle remporte également une nouvelle fois la finale mondiale.
Après une nouvelle saison hivernale ponctuée d'un record du monde en salle à Donetsk et une médaille d'or aux mondiaux en salle de Valence, elle renoue avec les sommets en établissant un nouveau record du monde lors du Golden Gala avec 5,03 m. Ce record se produit près de trois ans après son dernier record du monde en plein air. Elle explique ce délai par divers changements : changement de technique, d'entraîneur, de vie personnelle. Elle reconnait également que les performances de l'Américaine Jennifer Stuczynski, 4,90 m puis 4,92 m, ont eu une importance sur son réveil : « Quand Stuczynski a sauté à 4,90 m puis à 4,92 m, cela m'a énervée car tout le monde commençait à dire : 'Isinbayeva est finie, il y a une nouvelle star' ». 18 jours plus tard, le 29 juillet 2008, à Monaco pour le dernier meeting avant les Jeux olympiques, elle bat de nouveau son propre record du monde au troisième essai pour le porter à 5,04 m.
Le 18 août 2008, elle bat le record du monde aux Jeux de Pékin au dernier essai avec 5,05 m. Par la même occasion elle établit un nouveau record olympique. Elle obtient ainsi une nouvelle médaille d'or olympique. Cette médaille lui était assurée lorsqu'elle avait réussi 4,85 m à son premier essai, sa dernière rivale, l'Américaine Jennifer Stuczynski ne parvenant pas à franchir 4,90 m tandis que Feofanova termine troisième.

### 5,00 m en salle (2009) et premières désillusions
Le 15 février 2009, à Donetsk, elle est la première femme à passer la barre des 5 mètres en salle, établissant ainsi un nouveau record du monde. C'est la sixième année consécutive qu'elle bat le record du monde lors de cette réunion. Lors de cette édition, elle le fait deux fois : une première à 4,97 m après avoir échoué deux fois un centimètre plus bas, puis cinq mètres lors de son second essai.

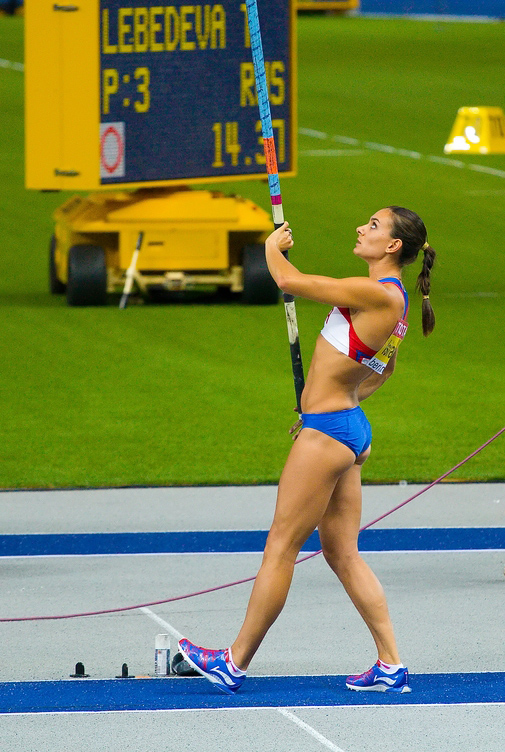
Yelena Isinbayeva lors des mondiaux de Berlin 2009.

En début de la saison estivale, elle est battue aux essais lors du meeting de Crystal Palace par la Polonaise Anna Rogowska. Le 17 août 2009, lors des championnats du monde de Berlin, elle connaît la première véritable désillusion de sa carrière en ne franchissant aucune barre. Elle commence son concours à 4,75 m, alors que sa meilleure performance de l'année est de 4,85 m. Après un premier échec à cette hauteur, elle décide de reporter ses deux sauts suivants pour la barre successive de 4,80 m, la Polonaise Anna Rogowska ayant franchi cette barre. Mais elle échoue de nouveau à 4,80 m et laisse le titre à son adversaire, sans marque mesurée (NM), ce qui la classe dernière du concours.
Le 28 août 2009, durant la 5e étape de la Golden League à Zurich, Yelena bat son propre record du monde en passant au premier essai à 5,06 m. Elle prend par la même occasion sa revanche sur Rogowska, qui se classe 2e avec 4,76 m. Ce nouveau record du monde est le 27e de sa carrière (15 en plein air et 12 en salle). Elle se rapproche encore un peu plus du record de Bubka qui a battu 35 fois le record du monde du saut à la perche chez les hommes (18 fois en extérieur et 17 fois en salle).
Le 4 septembre 2009, Yelena emporte le meeting Mémorial Van Damme à Bruxelles en sautant à 4,70 m. Elle échoue trois fois dans sa tentative de record du monde à 5,07 m. Cette victoire lui permet de gagner le jackpot de la Golden League 2009 aux côtés de Sanya Richards et Kenenisa Bekele. C'est la 2e fois de sa carrière qu'elle emporte la Golden League avec sa victoire en 2007. Le 12 septembre 2009, elle gagne la Finale mondiale de l'athlétisme avec 4,80 m.

### Saison 2010, pause et reprise en 2011
Lors de la saison en salle de 2010, elle arrive aux Championnats du monde en salle à Doha avec la meilleure performance mondiale de l'année, 4,85 m, réussie par deux reprises à Moscou et à Donestk. Le 12 mars 2010, elle se qualifie de justesse pour la finale du saut à la perche en réussissant à franchir 4,55 m à son dernier essai, elle prend tout de même la tête des qualifications grâce à ce saut. Deux jours plus tard, lors de la finale, elle commence son concours à 4,60 m qu'elle réussit dès son premier essai. Par la suite, elle tentera de passer 4,75 m où elle échouera par trois fois. Yelena échoue au pied du podium, prenant une 4e place inhabituelle. Le titre revient à la brésilienne Fabiana Murer qui a franchi 4,80 m, soit 20 cm de plus que Yelena.
Le 10 avril 2010, Yelena Isinbayeva annonce une « pause à durée indéterminée » qualifiée d'« absolument nécessaire » dans sa carrière notamment due aux revers connus lors des mondiaux de Berlin (aucune barre franchie) et des championnats du monde en salle de Doha (4e, au pied du podium). La jeune femme alors âgée de 27 ans avoue ne « pas complètement tirer un trait sur l'intégralité du circuit estival ou sur les Championnats d'Europe ». Selon son entraîneur, Vitaliy Petrov, il faut « comprendre la machine et comment elle se sent à l'intérieur ». Finalement, Yelena ne participera ni à la Ligue de Diamant ni aux Championnats d'Europe qui, en son absence, sont emportés par une autre russe restée souvent dans l'ombre de Yelena : Svetlana Feofanova.
Yelena Isinbayeva reprend la compétition le 6 février 2011 à Moscou après une pause de 11 mois. Elle réalise 4,81 m et échoue par trois fois à 4,91 m, elle réalise donc les minima pour les championnats d'Europe en salle à Paris et se dit heureuse de reprendre la compétition. Cependant, elle est contrainte de déclarer forfait pour cette compétition en raison d'une infection virale. Le 13 mars 2011, elle annonce au site de l'IAAF qu'après cinq ans de collaboration, elle quitte son entraîneur, Vitaly Petrov pour retrouver Evgeniy Trofimov, son premier entraîneur ; elle quitte ainsi la ville de Formia en Italie pour retourner à Volgograd, sa ville natale. Dans le même temps, elle décide de changer de club et de passer du Railway Troops où elle est licenciée depuis 2001 afin de passer dans le Dynamo Volvograd.

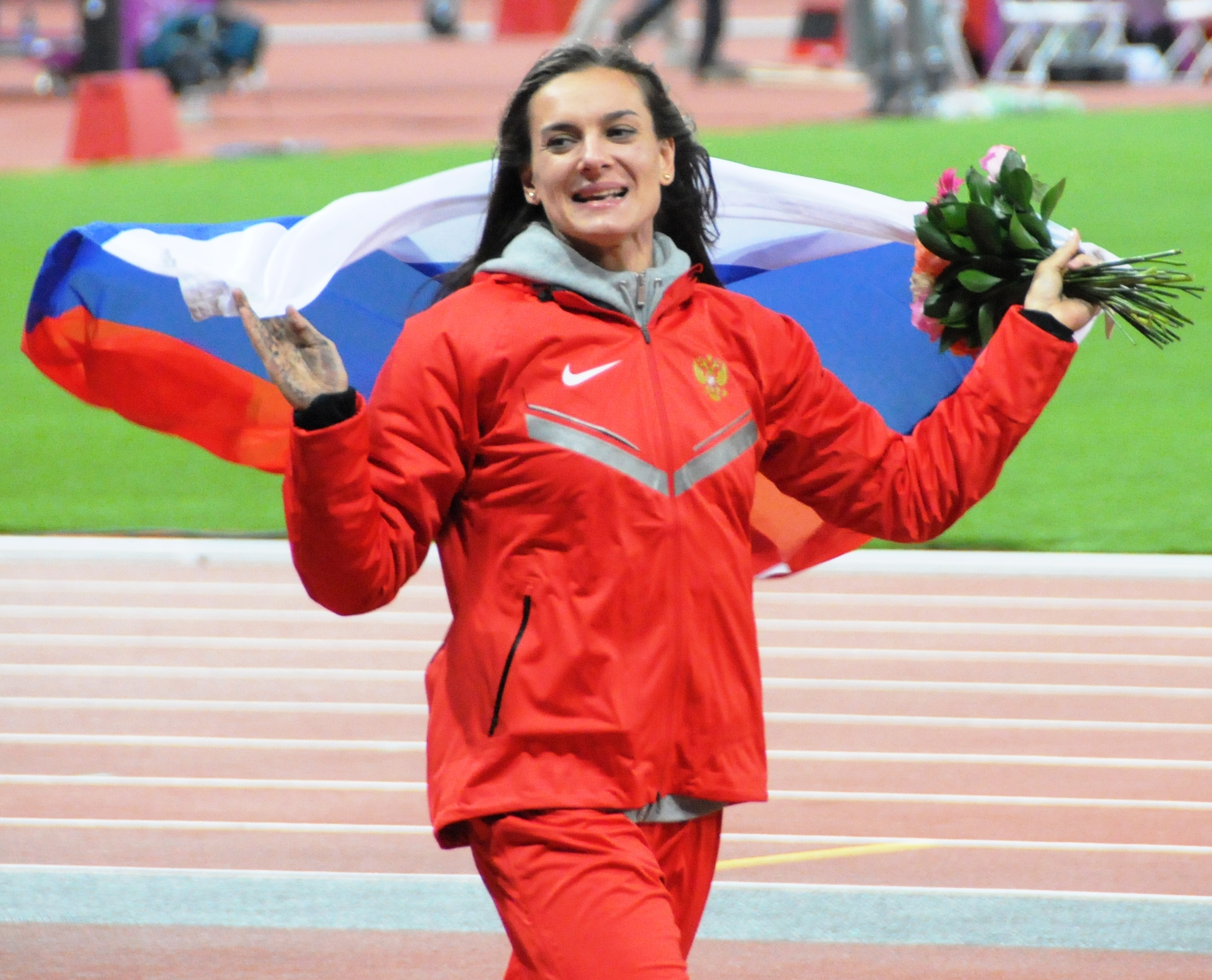
Isinbayeva aux Jeux olympiques 2012.

Yelena Isinbayeva effectue sa rentrée estivale le 15 juillet 2011 à Heusden-Zolder. Elle emporte le concours en réalisant 4,60 m au premier essai après avoir rencontré le même succès à 4,50 m. En revanche, elle échoue par trois fois à 4,70 m dans un concours marqué par des perturbations climatiques. Cette performance la hisse temporairement au dixième rang mondial. Elle ne parvient cependant pas à franchir la moindre barre lors de sa seconde compétition de la saison au meeting de Lignano (trois échecs à 4,60 m) le 19 juillet. Par la suite, Yelena renonce à sa participation au meeting de Lucerne le 21 juillet pour cause de blessure à la main lors de l'échauffement. Après ces deux incidents, Yelena participe pour la première fois à la Ligue de diamant qui se tient le 29 juillet à Stockholm. Elle emporte facilement le concours en franchissant tout d'abord 4,64 m avant de passer 4,76 m soit la seconde meilleure performance de la saison.

### Record du monde en salle et le bronze à Londres (2012)
Le 22 janvier 2012, Yelena Isinbayeva commence sa saison en salle par une victoire à Volgograd, sa ville natale, lors de la Governor's Cup où elle franchit 4,70 m mais dans le même temps, la Britannique Holly Bleasdale s'attaque à son record du monde en salle (qui est de 5,00 m alors que Bleasdale tente 5,01 m) après avoir franchi 4,87 m ; l'Anglaise échoue néanmoins par trois fois. Elles s'affrontent ensuite à Bydgoszcz le 8 février 2012, et Yelena Isinbayeva s'impose avec une barre à 4,68 m (ce qui était par ailleurs sa première barre) tout comme Bleasdale mais en la dépassant aux essais. Le 14 février 2012, Isinbayeva réalise à Liévin pour le Meeting du Pas-de-Calais son premier saut à plus de 4,80 m depuis environ un an et reprend la 3e place aux bilans mondiaux. Le 23 février elle bat son record du monde en salle au meeting de Stockholm en passant une barre à 5,01 m, retrouvant son niveau de 2009. Élue athlète européenne du mois de février par l'EAA, Isinbayeva enchaîne sur les championnats du monde en salle qu'elle remporte avec 4,80 m devant Vanessa Boslak. Ce titre lui permet de terminer 2e athlète européenne du mois de mars. Le 10 juillet, elle remporte le concours du Meeting international d'athlétisme de Sotteville-lès-Rouen avec un saut à 4,75 m.
Lors des Jeux olympiques de Londres 2012, Yelena Isinbayeva, qui est en piste pour un troisième sacre olympique consécutif, est battue en finale et termine 3e de l'épreuve avec une barre à 4,70 m juste derrière l'Américaine Jennifer Suhr qui remporte la médaille d'or en franchissant 4,75 m au 2e essai. La Cubaine Yarisley Silva franchit également 4,75 m mais est battue aux essais et remporte l'argent. Par la suite, Isinbayeva déclare à France Télévisions, lors d'une interview avec Nelson Monfort : « Je suis vraiment contente. C'est comme une médaille d'or pour moi. Il n'y a pas eu de choses tellement décevantes dans le passé, ces trois dernières années. Je pense que ce bronze me dit : Yelena, n'arrête pas, alors que j'envisageais d'arrêter après les Jeux de Londres. Je ne sais pas à quoi m'attendre pour Moscou pour les Championnats du monde d'athlétisme 2013, bien sûr j'y serai! »

### Troisième titre mondial en 2013

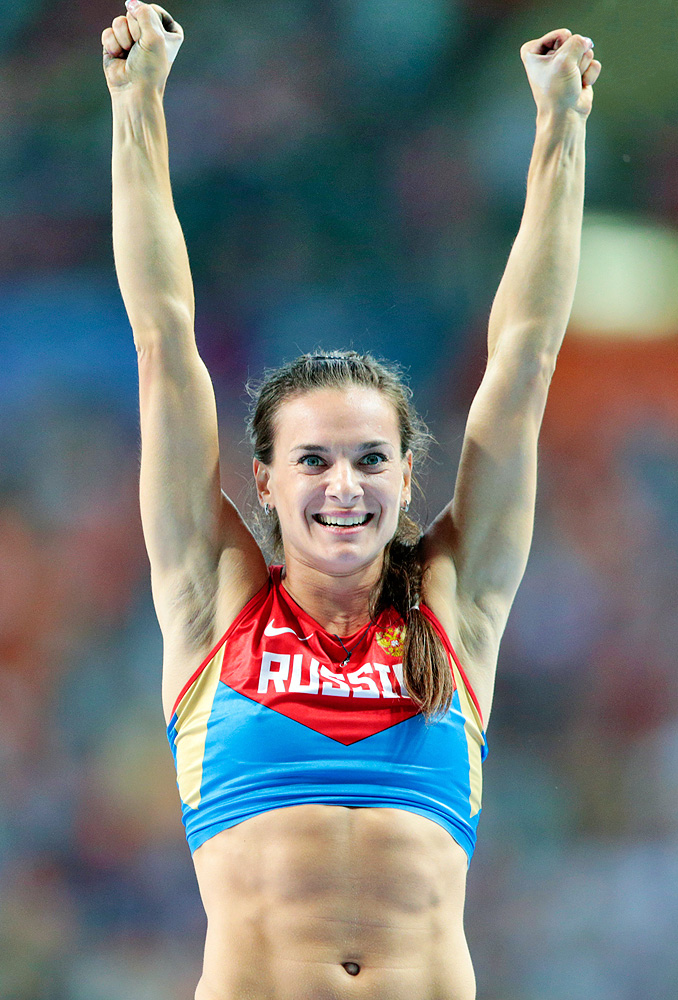
Isinbayeva aux championnats du monde 2013.

Le 13 août 2013, lors des Championnats du monde de Moscou au Stade Loujniki, elle remporte son troisième titre mondial, en effectuant un saut à 4,89 m, qui lui permet de devancer Jennifer Suhr (4,82 m) et Yarisley Silva (4,82 m). C'est son premier titre majeur depuis 2008 et sa victoire aux Jeux olympiques de Pékin. Elle annonce alors une pause dans sa carrière avant un éventuel retour pour les jeux de Rio de Janeiro en 2016.

### Second retour en 2016 et retraite
Dès l'été 2015, elle retourne sur la piste pour s'entrainer en vue des Jeux olympiques de Rio. Elle met comme point de passage les Championnats du monde en salle de Portland en mars 2016 et les Championnats d'Europe d'Amsterdam en juillet suivant mais sa participation à ces deux compétitions est compromise à la suite de la suspension de la Russie de toute compétition internationale après les révélations du scandale sur le dopage organisé, suspension confirmée en juin 2016. Le 6 février, alors qu'elle est censée faire son retour sur le circuit, Isinbayeva est contrainte de repousser cette date à cause d'une blessure à la jambe droite.
En mai 2016, la Russe menace de saisir la justice si les athlètes russes" «propres » ne peuvent pas participer aux Jeux olympiques de Rio,  utilisant le motif « violation des droits de l'homme et discrimination ». Elle officialise son retour sur les pistes le 20 juin en qualification des Championnats de Russie avec un saut à 4,50 m, maitrisé avec succès. Le lendemain, elle est sacrée championne de Russie avec un saut à 4,90 m, confirmant son retour de la plus belle des manières puisqu'il s'agit d'une meilleure performance mondiale de l'année et son meilleur saut en plein air depuis 2009 (5,06 m, record du monde). Elle tente par trois fois à 5,07 mais échoue.
Privée de Jeux olympiques à la suite de la suspension de la fédération russe, Yelena Isinbayeva met un terme à sa carrière le 18 août 2016. Elle est élue par ses pairs à la commission des athlètes du Comité international olympique le même jour.
Fin septembre, elle annonce être candidate pour devenir présidente de la Fédération russe d'athlétisme.
Le 7 mars 2017, elle intègre l'Agence Russe AntiDopage (RUSADA).

## Revenus, contrats et primes
Isinbayeva est l'une des rares athlètes, avec le Jamaïcain Usain Bolt, à signer de très gros contrats publicitaires. Elle est en contrat avec Toyota et a signé un contrat de 1,5 million de dollars annuels avec l'équipementier chinois Li Ning, en remplacement de son précédent équipementier Adidas,. La perchiste russe percevrait ainsi 7,5 millions de dollars sur cinq ans.

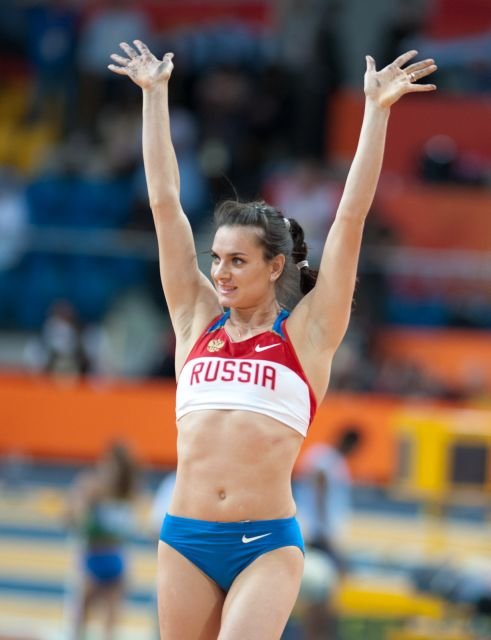
Yelena Isinbayeva lors des Championnats du monde en salle 2010

En 2007, elle se partage le million de dollars octroyé aux vainqueurs de la Golden League 2007 avec l'Américaine Sanya Richards. Deux ans plus tard, Yelena emporte la Golden League 2009 et partage le million de dollars de nouveau avec Sanya Richards mais également avec Kenenisa Bekele.
En 2009, elle remporte la Finale mondiale de l'athlétisme et gagne ainsi la somme de 30 000 dollars, soit environ 20 500 euros.
Elle est également l'une des athlètes les plus chères sur le circuit : ses apparitions se chiffrent à 50 000 euros par meeting, la victoire valant 11 000 euros de primes supplémentaires. Une prime supplémentaire de 35 000 euros lui est attribuée pour chaque record du monde, ce qui n'est pas négligeable compte tenu de ses 17 records du monde en extérieur et 13 en salle.

## Engagement personnel et prises de positions
Yelena Isinbayeva est membre du club des Champions de la Paix, un collectif de nombreux athlètes de haut niveau créé par Peace and Sport, organisation internationale basée à Monaco et œuvrant pour la construction d'une paix durable grâce au sport.
En août 2013, lors de la conférence de presse qui suit son troisième titre mondial à Moscou, elle prend position pour le respect de la loi russe interdisant la « propagande homosexuelle ». Elle déclare ainsi en anglais : « Si vous permettez de militer et de faire toutes ces choses dans la rue, c'est inquiétant pour notre pays, car nous nous considérons comme des gens normaux. Les hommes vivent avec les femmes, et les femmes avec les hommes. » Elle provoque aussitôt un tollé médiatique en Occident et de vives réactions chez de nombreux athlètes internationaux (Nick Symmonds, Maryse Éwanjé-Épée…). Par ailleurs, la championne d'heptathlon des Jeux du Commonwealth de New Delhi Louise Hazel propose au Comité international olympique (CIO) de priver la perchiste russe de son statut d'ambassadrice des Jeux olympiques de la Jeunesse. Au lendemain de sa déclaration, Yelena Isinbayeva dit s'être mal exprimée en raison de sa mauvaise maîtrise de la langue anglaise. Jacques Rogge, président du CIO, critique ces propos homophobes tenus durant les championnats : « C'est décevant. Heureusement qu'elle a rectifié ses propos. Mais elle n'aurait pas dû intervenir ainsi. » Malgré les clarifications apportées, le CIO étudie la possibilité de lui retirer ses fonctions d'ambassadrice auprès des Jeux olympiques de la jeunesse et de maire du village olympique de Sotchi en 2014. Ce n'est finalement pas le cas. Le 7 février 2014, alors qu'elle est enceinte de son premier enfant, elle fait partie des derniers relayeurs de la flamme olympique lors de la Cérémonie d'ouverture des Jeux olympiques d'hiver de 2014.
Le 18 mars 2018, elle vote pour Vladimir Poutine à l'élection présidentielle russe de 2018.

## Vie privée
Le 28 juin 2014, elle donne naissance à sa première fille, Eva En juillet 2017, sa seconde grossesse est annoncée sur Twitter, information qu'elle confirme le mois suivant. Le 13 février 2018 à Monaco, elle donne naissance à son second enfant, un garçon.

## Palmarès
| Date | Compétition                    | Lieu              | Résultat | Marque |
| ---- | ------------------------------ | ----------------- | -------- | ------ |
| 1998 | Jeux mondiaux de la jeunesse   | Moscou            | 1re      | 4,00 m |
| 1999 | Championnats du monde jeunesse | Bydgoszcz         | 1re      | 4,10 m |
| 2000 | Championnats du monde juniors  | Santiago du Chili | 1re      | 4,20 m |
| 2001 | Championnats du monde en salle | Lisbonne          | 7e       | 4,25 m |
| 2001 | Championnats d'Europe juniors  | Grosseto          | 1re      | 4,40 m |
| 2002 | Championnats d'Europe          | Munich            | 2e       | 4,55 m |
| 2003 | Championnats du monde en salle | Birmingham        | 2e       | 4,60 m |
| 2003 | Championnats du monde          | Paris Saint-Denis | 3e       | 4,65 m |
| 2003 | Championnats d'Europe espoirs  | Bydgoszcz         | 1re      | 4,65 m |
| 2004 | Championnats du monde en salle | Budapest          | 1re      | 4,86 m |
| 2004 | Jeux olympiques                | Athènes           | 1re      | 4,91 m |
| 2004 | Finale mondiale                | Monaco            | 1re      | 4,83 m |
| 2005 | Championnats d'Europe en salle | Madrid            | 1re      | 4,90 m |
| 2005 | Championnats du monde          | Helsinki          | 1re      | 5,01 m |
| 2005 | Finale mondiale                | Monaco            | 1re      | 4,74 m |
| 2006 | Championnats du monde en salle | Moscou            | 1re      | 4,80 m |
| 2006 | Championnats d'Europe          | Göteborg          | 1re      | 4,80 m |
| 2006 | Finale mondiale                | Stuttgart         | 1re      | 4,75 m |
| 2006 | Coupe du monde                 | Athènes           | 1re      | 4,60 m |
| 2007 | Championnats du monde          | Osaka             | 1re      | 4,80 m |
| 2007 | Finale mondiale                | Stuttgart         | 1re      | 4,87 m |
| 2008 | Championnats du monde en salle | Valence           | 1re      | 4,75 m |
| 2008 | Jeux olympiques                | Pékin             | 1re      | 5,05 m |
| 2009 | Championnats du monde          | Berlin            | 11e      | —      |
| 2009 | Finale mondiale                | Thessalonique     | 1re      | 4,80 m |
| 2010 | Championnats du monde en salle | Doha              | 4e       | 4,60 m |
| 2011 | Championnats du monde          | Daegu             | 6e       | 4,65 m |
| 2012 | Championnats du monde en salle | Istanbul          | 1re      | 4,80 m |
| 2012 | Jeux olympiques                | Londres           | 3e       | 4,70 m |
| 2013 | Championnats du monde          | Moscou            | 1re      | 4,89 m |

## Records
| Épreuve          | Épreuve      | Performance | Lieu      | Date            |
| ---------------- | ------------ | ----------- | --------- | --------------- |
| Saut à la perche | En plein air | 5,06 m (WR) | Zürich    | 28 août 2009    |
| Saut à la perche | En salle     | 5,01 m (AR) | Stockholm | 21 février 2012 |

## Autres récompenses

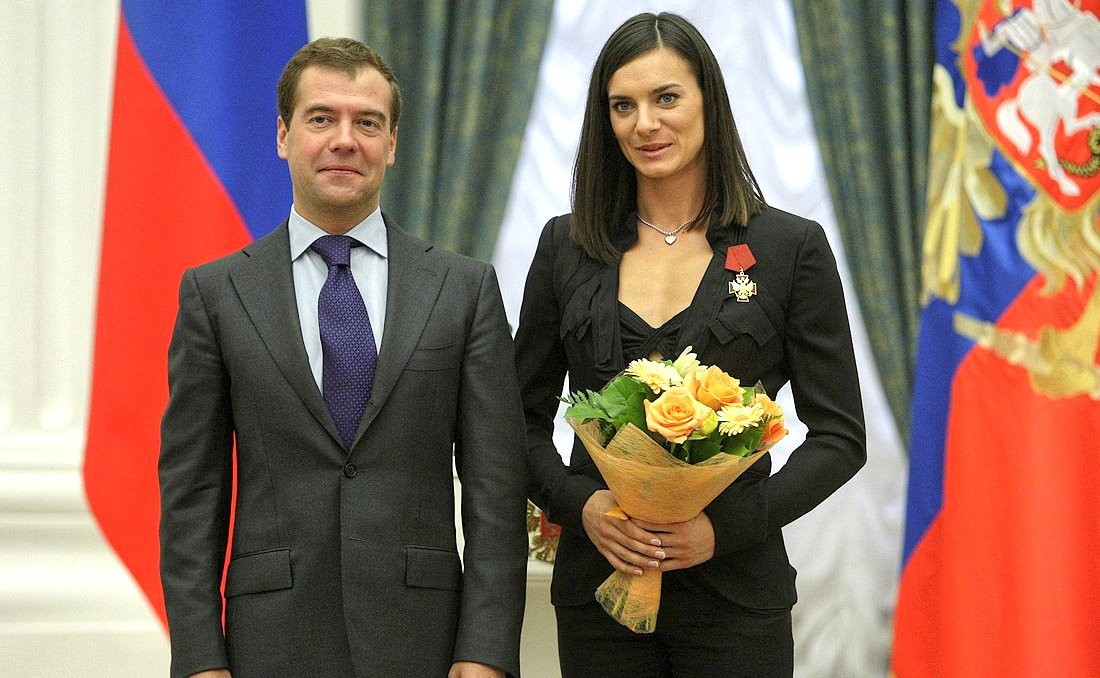
Yelena Isinbayeva récompensée par Dmitry Medvedev en 2008

Elle a été élue athlète de l'année par l'IAAF en 2004, 2005 (le titre homme étant attribué à l'éthiopien Kenenisa Bekele) et 2008 (titre masculin attribué au Jamaïcain Usain Bolt).
Elle a également été élue athlète de l'année par le magazine Track & Field News en 2004 et 2005 et athlète européen de l'année par l'Association européenne d'athlétisme en 2005 et 2008.
Elle a également reçu le Laureus World Sportswoman of the Year en 2007 et 2009.
Le 2 septembre 2009, elle a reçu le prix Princesse des Asturies des sports, distinction espagnole qui récompense des travaux d'envergure internationale dans différents domaine tel que les arts, les sciences, la coopération internationale, la communication ou les sports.
Elle reçoit fin 2013 un prix pour l'ensemble de sa carrière de la part de l'IAAF à l'occasion du Gala de l'athlétisme à Monaco.

### Résultats en Golden League
- Vainqueur de la Golden League 2007
- Vainqueur de la Golden League 2009

## Record et statistiques

### Records du monde battus
Ces tableaux détaillent les records du monde du saut à la perche battus par Yelena Isinbayeva durant sa carrière.
| Marque             | Lieu       | Date             |
| 4,82 m             | Gateshead  | 14 juillet 2003  |
| 4,87 m             | Gateshead  | 27 juin 2004     |
| 4,89 m             | Birmingham | 25 juillet 2004  |
| 4,90 m             | Londres    | 30 juillet 2004  |
| 4,91 m             | Athènes    | 24 août 2004     |
| 4,92 m             | Bruxelles  | 3 septembre 2004 |
| 4,93 m             | Lausanne   | 5 juillet 2005   |
| 4,95 m             | Madrid     | 16 juillet 2005  |
| 4,96 m             | Londres    | 22 juillet 2005  |
| 5,00 m             | Londres    | 22 juillet 2005  |
| 5,01 m             | Helsinki   | 12 août 2005     |
| 5,03 m             | Rome       | 11 juillet 2008  |
| 5,04 m             | Monaco     | 29 juillet 2008  |
| 5,05 m             | Pékin      | 18 août 2008     |
| 5,06 m (actuel RM) | Zurich     | 28 août 2009     |

| Marque | Lieu       | Date            |
| 4,81 m | Donetsk    | 15 février 2004 |
| 4,83 m | Donetsk    | 15 février 2004 |
| 4,86 m | Budapest   | 6 mars 2004     |
| 4,87 m | Donetsk    | 12 février 2005 |
| 4,88 m | Birmingham | 18 février 2005 |
| 4,89 m | Liévin     | 26 février 2005 |
| 4,90 m | Madrid     | 6 mars 2005     |
| 4,91 m | Donetsk    | 12 février 2006 |
| 4,93 m | Donetsk    | 10 février 2007 |
| 4,95 m | Donetsk    | 16 février 2008 |
| 4,97 m | Donetsk    | 15 février 2009 |
| 5,00 m | Donetsk    | 15 février 2009 |
| 5,01 m | Stockholm  | 23 février 2012 |

| Marque | Lieu       | Date            |
| 4,81 m | Donetsk    | 15 février 2004 |
| 4,83 m | Donetsk    | 15 février 2004 |
| 4,86 m | Budapest   | 6 mars 2004     |
| 4,87 m | Donetsk    | 12 février 2005 |
| 4,88 m | Birmingham | 18 février 2005 |
| 4,89 m | Liévin     | 26 février 2005 |
| 4,90 m | Madrid     | 6 mars 2005     |
| 4,91 m | Donetsk    | 12 février 2006 |
| 4,93 m | Donetsk    | 10 février 2007 |
| 4,95 m | Donetsk    | 16 février 2008 |
| 4,97 m | Donetsk    | 15 février 2009 |
| 5,00 m | Donetsk    | 15 février 2009 |
| 5,01 m | Stockholm  | 23 février 2012 |

### Meilleures performances de l'année
| Année | Marque | Date             | Lieu                 | Rang |
| ----- | ------ | ---------------- | -------------------- | ---- |
| 2001  | 4,46 m | 31 août 2001     | Berlin               | 15e  |
| 2002  | 4,60 m | 14 juin 2002     | Dreux                | 7e   |
| 2003  | 4,82 m | 13 juillet 2003  | Gateshead            | 1re  |
| 2004  | 4,92 m | 3 septembre 2004 | Bruxelles            | 1re  |
| 2005  | 5,01 m | 12 août 2005     | Helsinki             | 1re  |
| 2006  | 4,91 m | 28 juillet 2006  | Londres              | 1re  |
| 2007  | 4,91 m | 6 juillet 2007   | Paris Saint-Denis    | 1re  |
| 2008  | 5,05 m | 18 août 2008     | Pékin                | 1re  |
| 2009  | 5,06 m | 28 août 2009     | Zurich               | 1re  |
| 2010  | -      | -                | -                    | -    |
| 2011  | 4,76 m | 29 juillet 2011  | Stockholm            | 4e   |
| 2012  | 4,75 m | 10 juillet 2012  | Sotteville-lès-Rouen | 5e   |
| 2013  | 4,89 m | 13 août 2013     | Moscou               | 3e   |
| 2014  | -      | -                | -                    | -    |
| 2015  | -      | -                | -                    | -    |
| 2016  | 4,90 m | 21 juin 2016     | Tcheboksary          | 2e   |

## Compétitions avec records du monde

### 2004
- 27 juin 2004 Gateshead au Norwich Union Super GP : 4,87 m. Record du monde et 1re place.
- 30 juillet 2004 Londres au Norwich Union British GB : 4,90 m. Record du monde et 1re place.
- 24 août 2004 lors des Jeux olympiques d'été de 2004 à Athènes : 4,91. Record du monde et 1re place.
- 3 septembre 2004 Bruxelles au Mémorial Van Damme : 4,92 m. Record du monde et 1re place.

### 2005
- 12 février 2005 Donetsk au Zepter Pole Vault Stars : 4,87 m. Record du monde et 1re place.
- 18 février 2005 Birmingham au Norwich Union Grand Prix : 4,88 m. Record du monde et 1re place.
- 26 février 2005 Liévin au Meeting Gaz de France du Pas-de-Calais : 4,89 m. Record du monde et 1re place.
- 6 mars 2005 Madrid aux Championnats d'Europe en salle : 4,90 m. Record du monde et 1re place.
- 5 juillet 2005 Lausanne au Athletissima : 4,93 m. Record du monde et 1re place.
- 16 juillet 2005 Madrid au meeting de Madrid 2005 : 4,95 m. Record du monde et 1re place.
- 22 juillet 2005 Londres au Norwich Union London Grand Prix : 5,00 m. Record du monde et 1re place.
- 12 août 2005 Helsinki aux Championnats du monde : 5,01 m. Record du monde et 1re place.